# Subdominante

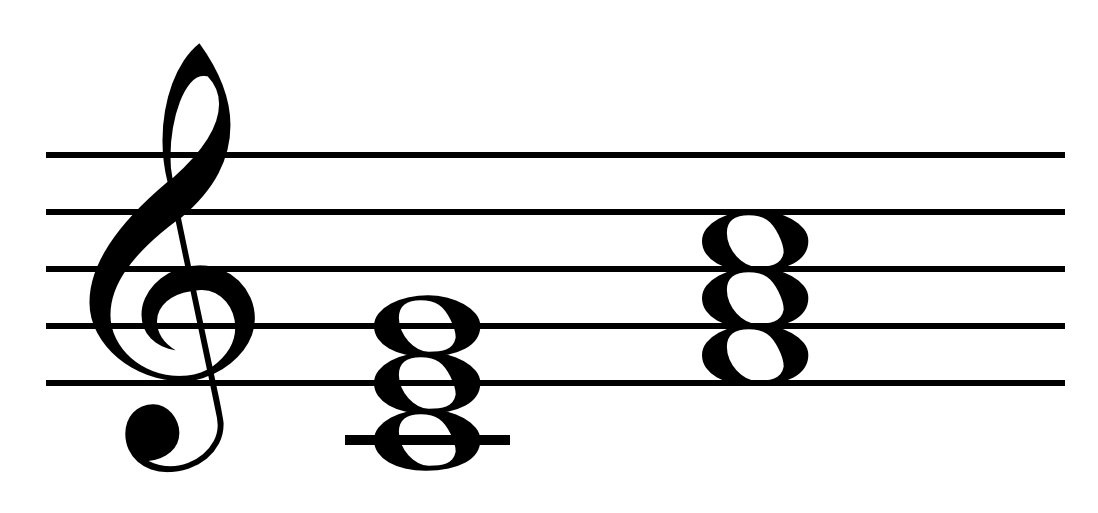
Tônica e subdominante em C.

A subdominante na teoria musical é um dos graus da escala musical, na música tonal e no modo maior das escalas representa o quarto grau, ou a quarta nota da escala ou do modo, localizado entre os graus mediante e dominante. Tal como a mediante, este grau é chamado "nota modal" porque determina se está no modo maior ou modo menor.
Cada grau da escala recebe um nome de acordo com a sua função exercida na escala. O termo "sub" do latim significa “abaixo de”, indicando “vem antes da dominante”.
Na harmonia, a subdominante é umas das funções harmônicas, a função de afastamento (junto com a função de aproximação baseada na dominante e, função de repouso baseada na tônica), ou seja, é uma nota com sentido meio-suspensivo (meio-instável), pois se apresenta de forma intermediária sem a estabilidade da tônica e sem a angústia da dominante.
O acorde principal é formado sobre o quarto grau de uma escala, que possui função forte, muito usado na música erudita, e simbolizado com o número romano IV se é maior, ou iv se é menor. Este pode ser substituído pela supertônica grau II, muito comum na mpb e no jazz.
Por exemplo, na harmonia triádica (que forma os acordes com intervalos de terça iniciando na nota tônica) usando a escala fundamental dó maior o acorde de três notas (tríade) que cumpre a função de Subdominante, é composto pelas notas fá-lá-dó (que correspondem respectivamente à: fundamental, terça e a quinta do acorde F).